# Struga (jezioro w gminie Stara Kiszewa)
Struga (Strugi) – przepływowe jezioro wytopiskowe w Polsce, położone w województwie pomorskim, w powiecie kościerskim, w gminie Stara Kiszewa. 

## Charakterystyka
Według regionalizacji fizycznogeograficznej Polski jezioro znajduje się na Pojezierzu Starogardzkim.
Jezioro Struga jest połączone ciekiem wodnym z jeziorem Wielkim i z systemem dorzecza Wierzycy. Okolice jeziora to miejsce przenikania się dwóch regionów Pomorza: Kaszub i Kociewia. Północnym skrajem jeziora przebiega trasa drogi wojewódzkiej nr .
Ogólna powierzchnia: 23,23 ha.